# Aidone
Aidone is een gemeente in de Italiaanse provincie Enna (regio Sicilië) en telt 5462 inwoners (31-12-2004). De oppervlakte bedraagt 209,6 km², de bevolkingsdichtheid is 26 inwoners per km².
De volgende frazioni maken deel uit van de gemeente: Borgo Baccarato

## Demografie
Aidone telt ongeveer 2254 huishoudens. Het aantal inwoners daalde in de periode 1991-2001 met 16,7% volgens cijfers uit de tienjaarlijkse volkstellingen van ISTAT.
| Jaar | Inwoneraantal |
| ---- | ------------- |
| 1991 | 7275          |
| 2001 | 6057          |

## Geografie
De gemeente ligt op ongeveer 800 meter boven zeeniveau.
Aidone grenst aan de volgende gemeenten: Enna, Mineo (CT), Piazza Armerina, Raddusa (CT), Ramacca (CT).

## Externe link

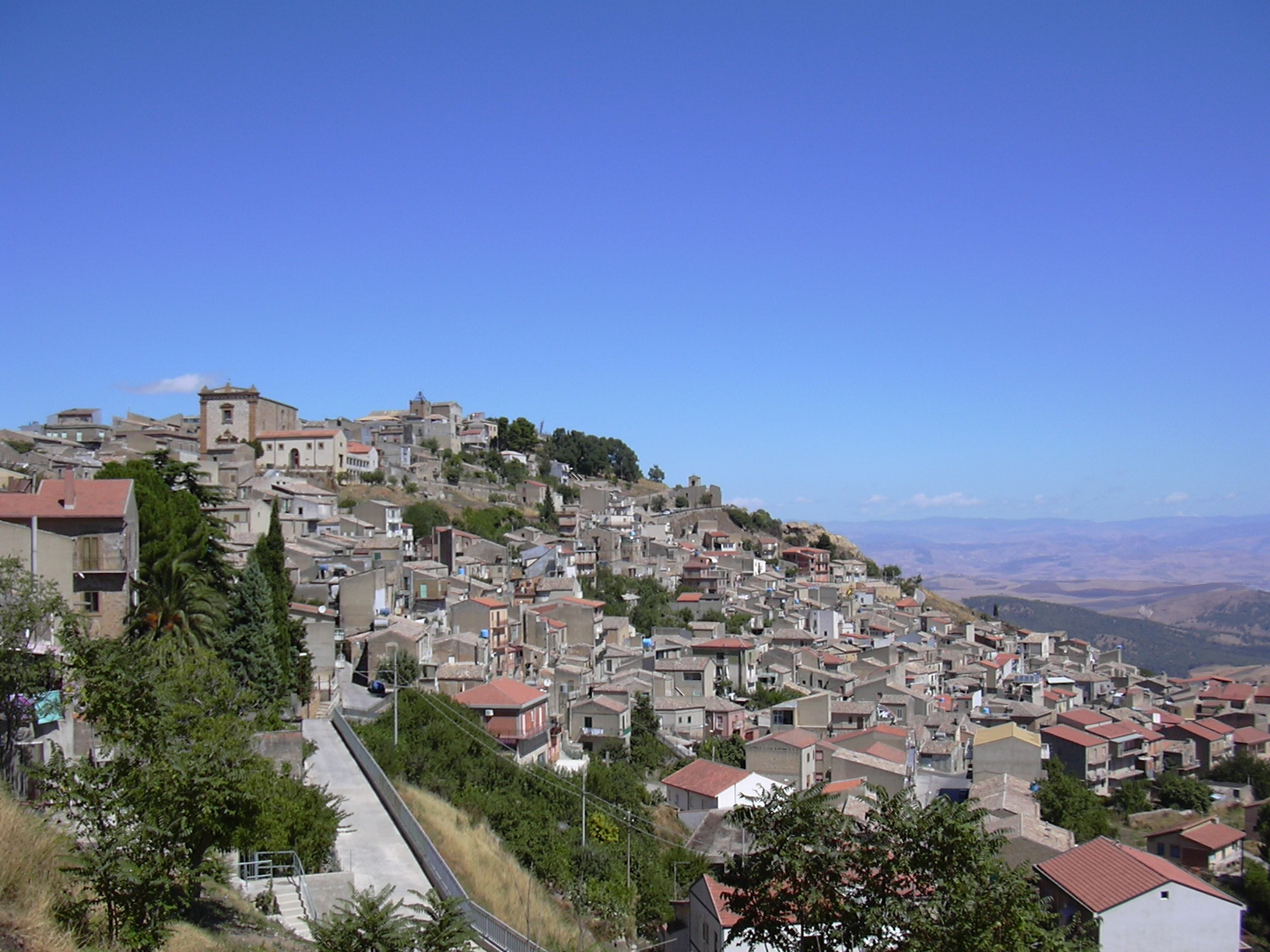
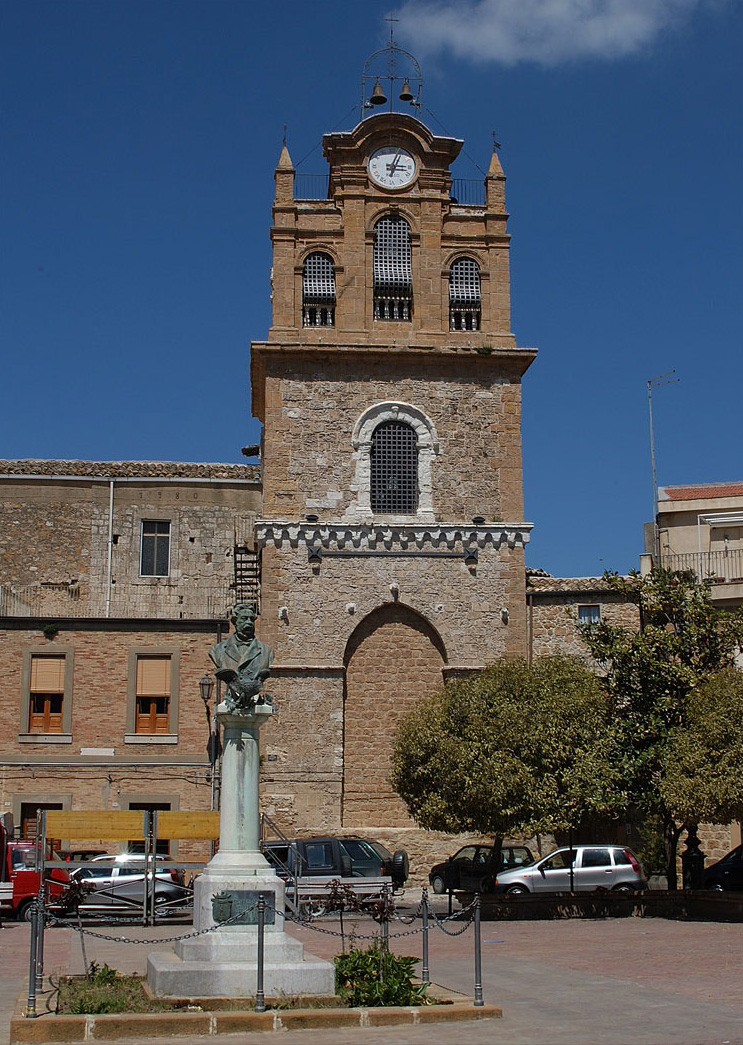
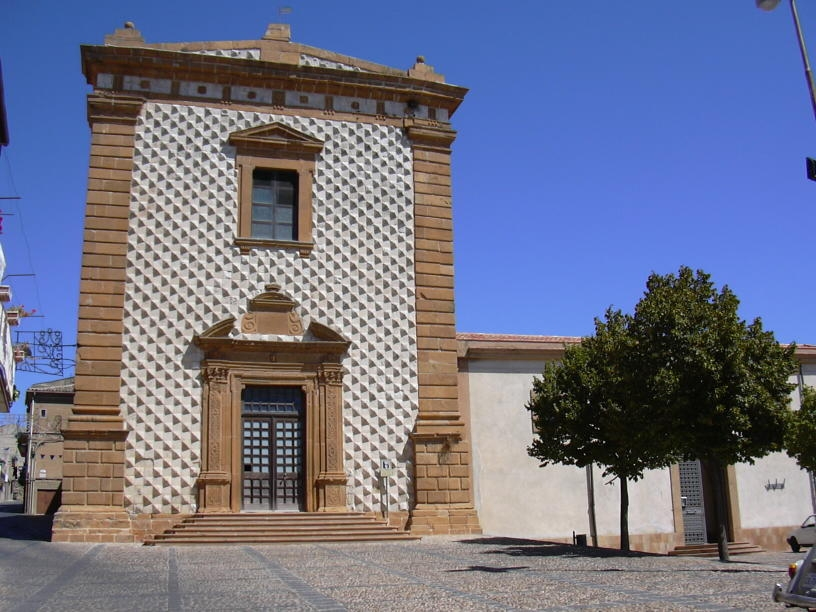